# Diane Disney Miller
Diane Disney Miller (født 18. december 1933, død 19. november 2013) var den ældste datter af Walt Disney og Lillian Disney. Hun havde en adopteret søster, Sharon Disney.